# Aligia magna
Aligia magna är en insektsart som beskrevs av Hepner 1939. Aligia magna ingår i släktet Aligia och familjen dvärgstritar. Inga underarter finns listade i Catalogue of Life.